# Мрачај (Прњавор)
Мрачај је насељено мјесто у општини Прњавор, Република Српска, БиХ. Према попису становништва из 1991. у насељу је живјело 219 становника.

## Становништво
| Националност       | 1991. | 1981. | 1971. | 1961. |
| Срби               | 195   | 223   | 253   | 250   |
| Југословени        | 6     |       |       |       |
| остали и непознато | 18    | 2     | 43    | 70    |
| Укупно             | 219   | 254   | 296   | 320   |

| Демографија | Демографија | Демографија |
| Година      | Становника  | Становника  |
| ----------- | ----------- | ----------- |
| 1961.       | 320         |             |
| 1971.       | 296         |             |
| 1981.       | 254         |             |
| 1991.       | 219         |             |